# Christian Berglund
Christian Jonas Berglund (* 12. März 1980 in Örebro) ist ein schwedischer Eishockeyspieler, der seit April 2014 bei BIK Karlskoga in der HockeyAllsvenskan unter Vertrag steht.  

## Karriere
Christian Berglund begann seine Karriere als Eishockeyspieler im Nachwuchsbereich des Kristinehamns Hockeyteam, für dessen erste Mannschaft er in der Saison 1995/96 sein Debüt in der damals noch drittklassigen Division 2 gab. Anschließend erhielt der Angreifer einen Vertrag beim Färjestad BK, für den er in der Saison 1997/98 erstmals in einem Spiel der Elitserien auf dem Eis stand. In den folgenden Jahren konnte sich der Linksschütze einen Stammplatz bei Färjestad erspielen, mit dem er sich 2001 erst im Meisterschafts-Finale Djurgårdens IF geschlagen geben musste. 
Von 2001 bis 2004 spielte Berglund in der National Hockey League für die New Jersey Devils, die ihn bereits im NHL Entry Draft 1998 in der zweiten Runde als insgesamt 37. Spieler ausgewählt hatten. In seinen ersten beiden Spielzeiten im Franchise der Devils lief der Schwede parallel für deren Farmteam aus der American Hockey League, die Albany River Rats, auf. Am 1. März 2004 wurde er schließlich zu den Florida Panthers transferiert, für die er bis zum Ende der Saison 2003/04 in zehn Spielen drei Tore erzielte und eine Vorlage gab. 
Nachdem Berglund in der Saison 2004/05 mit seinem Ex-Club Färjestad BK erneut Vizemeister in Schweden geworden war, wechselte er zu den Rapperswil-Jona Lakers aus der Schweizer Nationalliga A. Von 2006 bis 2008 stand der ehemalige Junioren-Nationalspieler beim Ligarivalen der Lakers, dem SC Bern, unter Vertrag, ehe er zur Saison 2008/09 zu den Lakers zurückkehrte. Nach zwei guten Spielzeiten, in denen Berglund im Schnitt etwa einen Punkt pro Spiel für die Lakers erzielte, entschied er sich zur Rückkehr nach Schweden und erhielt einen Kontrakt bei Färjestad BK, mit denen er in der Saison 2010/11 die schwedische Meisterschaft gewann. Nach drei weiteren Spielzeiten wechselte er im Juni 2014 in die HockeyAllsvenskan zu BIK Karlskoga.

### International
Für Schweden nahm Berglund an der U18-Junioren-Europameisterschaft 1998 und den U20-Junioren-Weltmeisterschaften 1999 und 2000 teil.

## Erfolge und Auszeichnungen
- 1998 Goldmedaille bei der U18-Junioren-Europameisterschaft
- 2001 Schwedischer Vizemeister mit Färjestad BK
- 2005 Schwedischer Vizemeister mit Färjestad BK
- 2011 Schwedischer Meister mit Färjestad BK

## NHL-Statistik
(Stand: Ende der Saison 2010/11)